# Chrysolophus amherstiae
Chrysolophus amherstiae là một loài chim trong họ Phasianidae.

## Hình ảnh

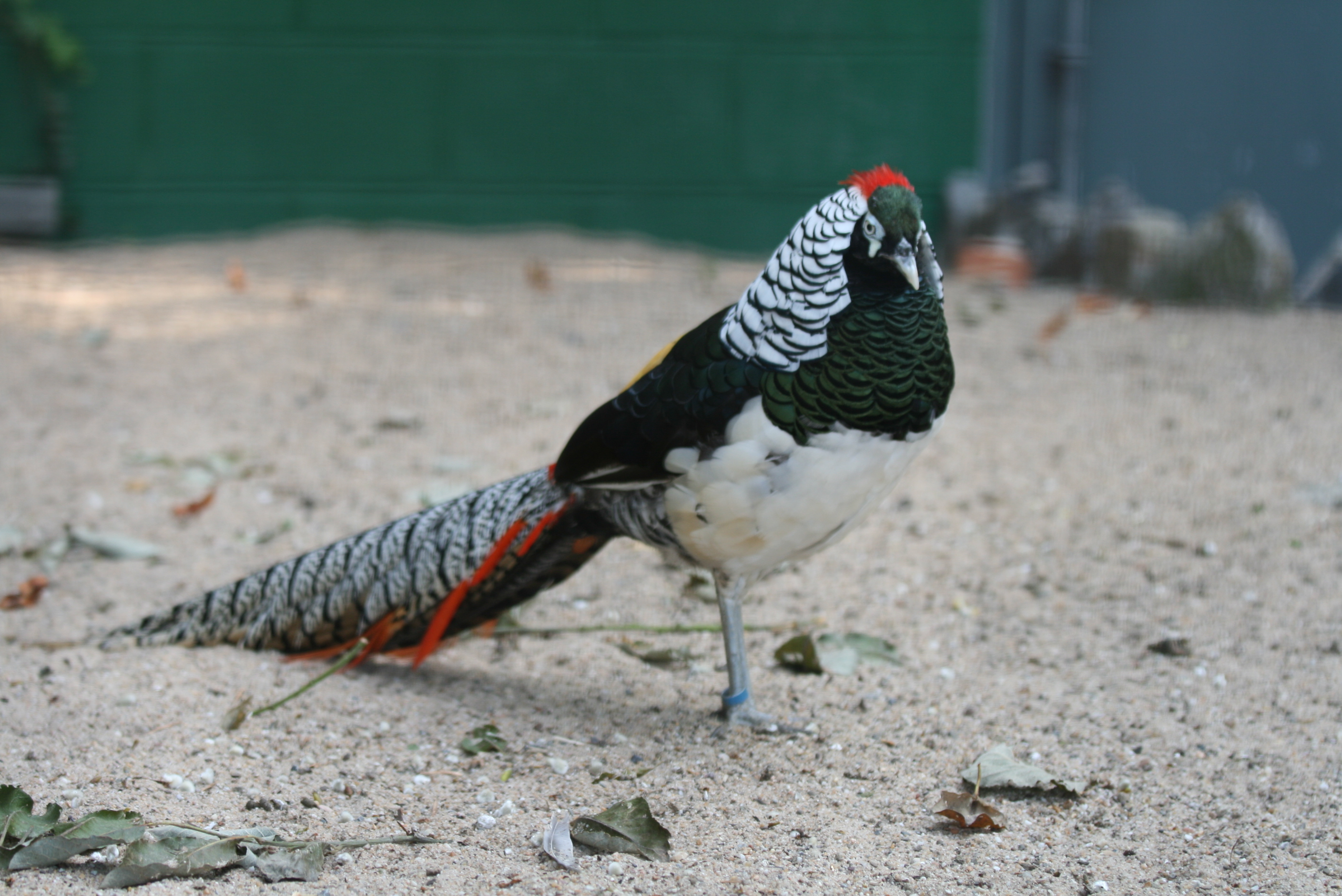
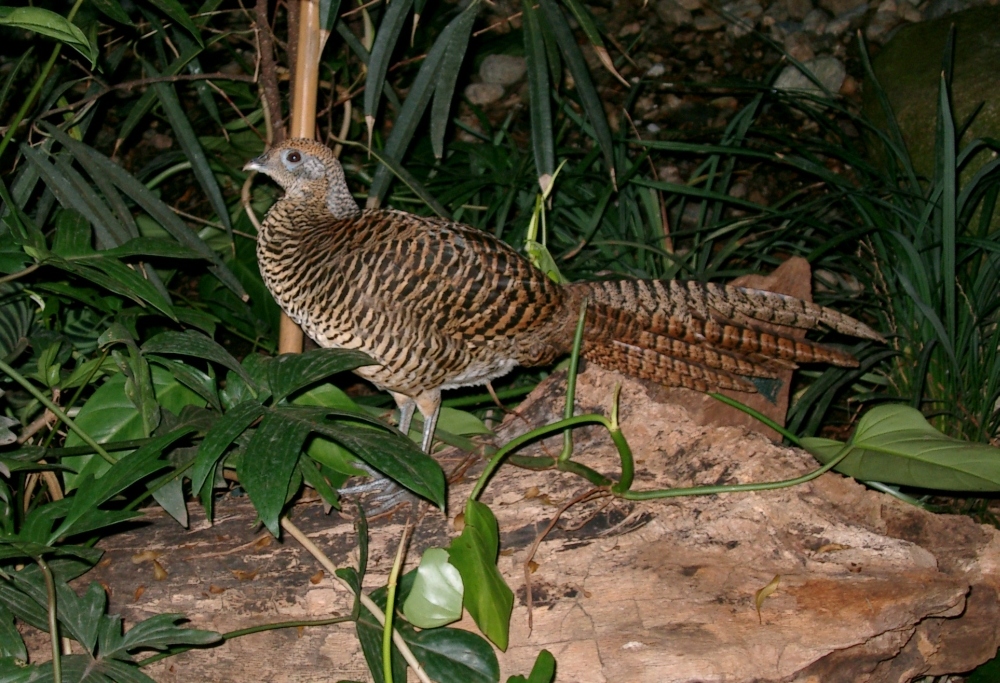
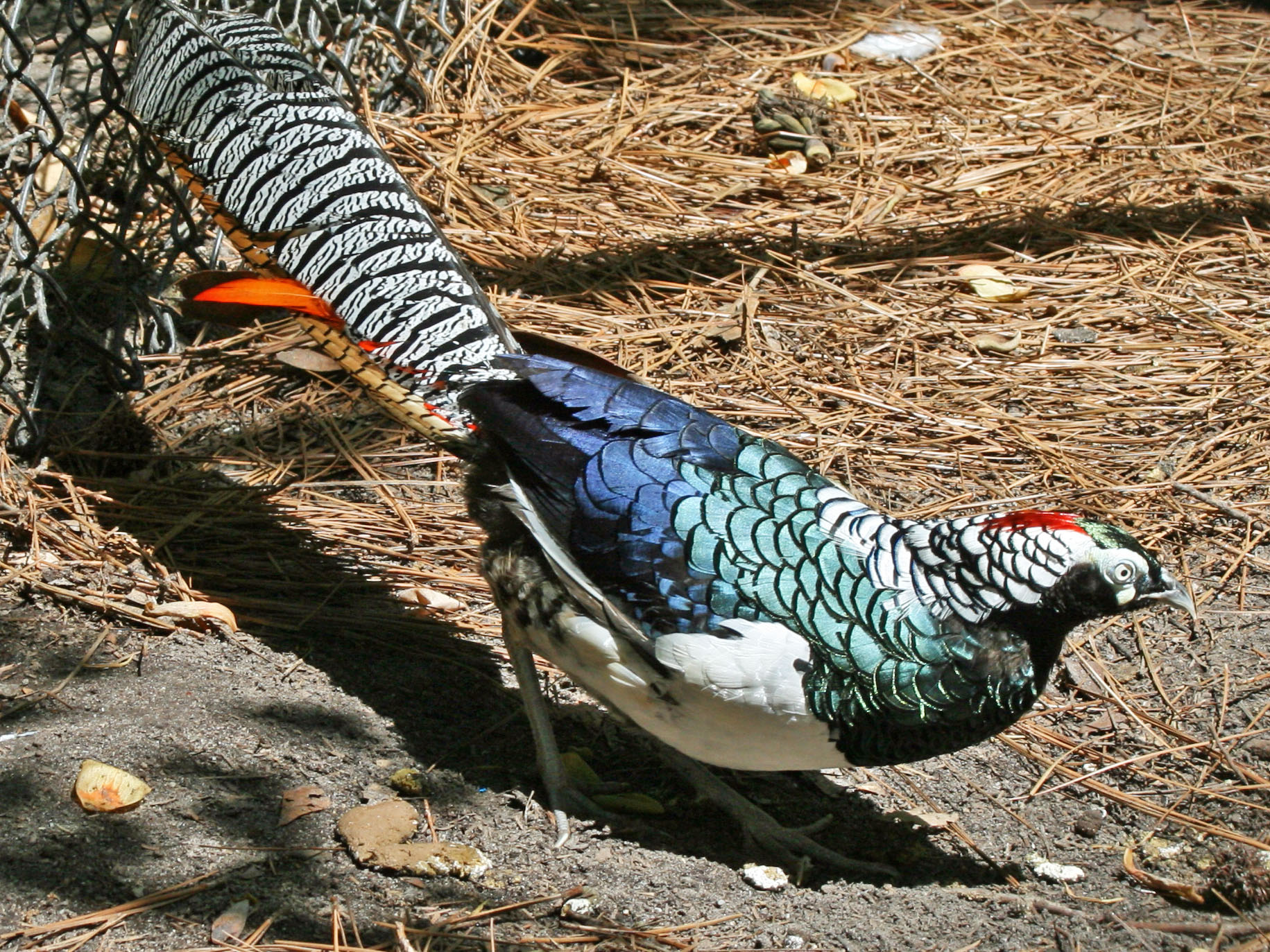
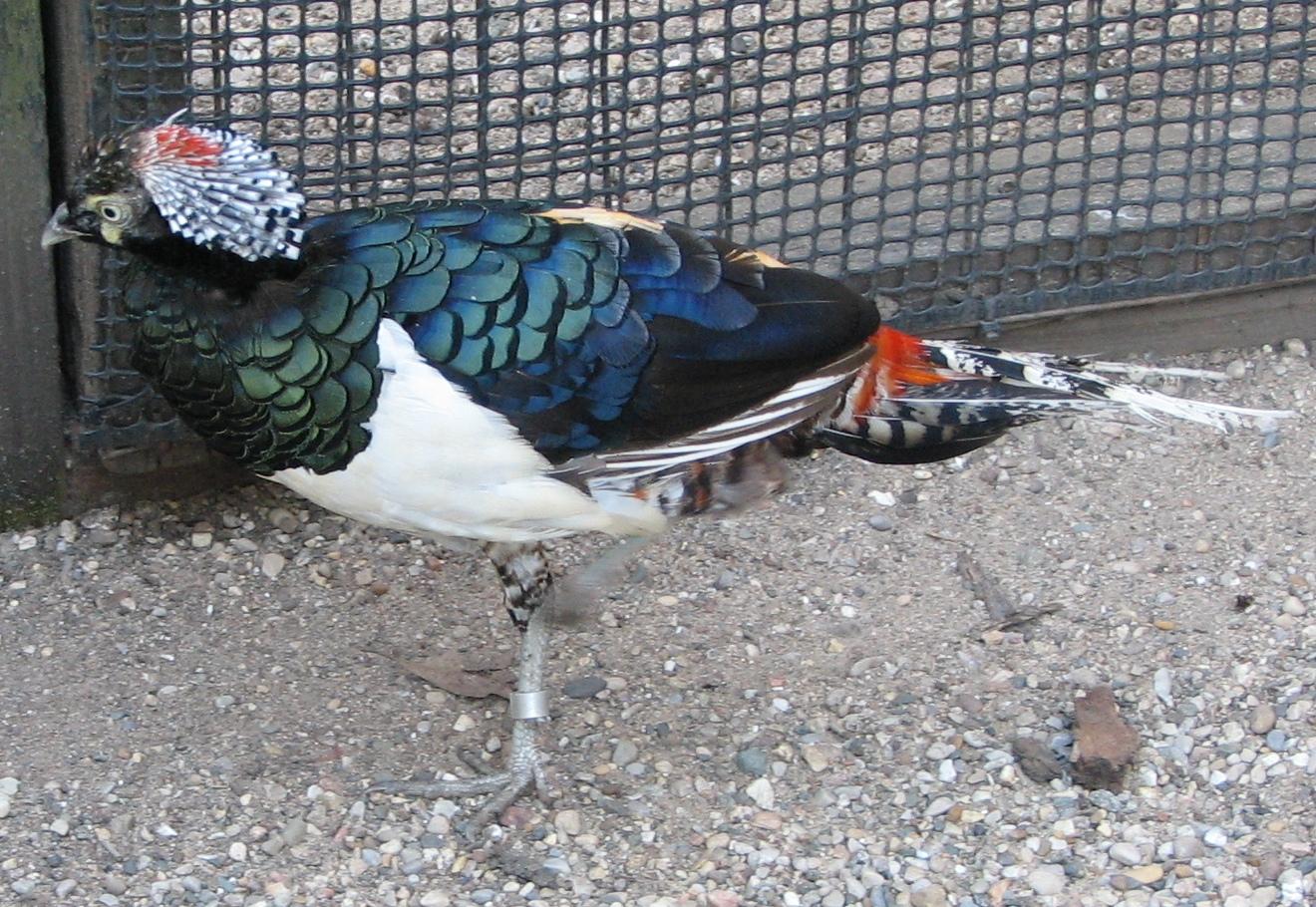